# マツノキヒワ
マツノキヒワ（学名：Carduelis pinus）は、スズメ目アトリ科に分類される鳥類の一種。マヒワの近縁種。

## 分布
新北区に生息する。